# Vounaloum
Vounaloum est une localité du Cameroun située dans la commune de Yagoua, le département du Mayo-Danay et la Région de l'Extrême-Nord, à la frontière avec le Tchad.

## Population
En 1967, la localité comptait 1 098 habitants, principalement des Massa.
Lors du recensement de 2005, on y a dénombré 3 815 personnes.

## Infrastructures
Vounaloum dispose d'un établissement scolaire public de premier cycle (CES).